# Putnok
Putnok är en mindre stad i Ungern med 6 464 invånare (2020). Putnok ligger cirka 40 km norr om Miskolc.